# Sofistikerat Svammel
Sofistikerat Svammel var ett svenskt trallpunkband som bildades 1994 i Skellefteå och upplöstes 1996 i och med en spelning på Trästockfestivalen.[källa behövs]
Bandet hade en reunion 2011 då de återigen spelade på Trästocksfestivalen. Till bandet hörde: Jonas Furberg (sång), Arvid Backlin (gitarr), Magnus Hellgren (gitarr), Fredrik Forsfjäll (bas) och Daniel Wilén (trummor).

## Diskografi
- 1994 - Nödutgång[5] (Demo)
- 1995 - Promo I[5] (Demo)
- 1995 - Tre i En vol.2 "Split CD"
- 1995 - Rämmel (V/A LP)
- 1996 - Promo II[5]